# Laxenecera engeli
Laxenecera engeli là một loài ruồi trong họ Asilidae. Laxenecera engeli được Oldroyd miêu tả năm 1974.